# Johann Jakob Goldschmid
Johann Jakob Goldschmid (* 25. April 1715 in Winterthur; † 13. November 1769 ebenda; heimatberechtigt ebenda) war ein Schweizer Gerber, Stadtrat, Jäger, Sammler und Chronist.

## Leben und Wirken
Johann Jakob Goldschmid wurde 1715 in Winterthur geboren. Sein Vater war der Rotgerber Hans Kaspar Goldschmid. Er heiratete 1740 Anna Magdalena Schellenberg, Tochter eines Gerbermeisters. Seine zweite Ehefrau wurde 1743 Anna Barbara, Tochter des Buchbinders Melchior Künzli.
Goldschmid sass als wohlhabender Gerbermeister seit 1749 im Grossen und seit 1762 im Kleinen Rat, von 1763 an war er Bauherr der Stadt. Unterstützt von Pfarrer Johann Jakob Meyer sammelte und kopierte er Urkunden und Manuskripte zur Schweizer und Winterthurer Geschichte. Seine Sammlung Winterthurer Chroniken überarbeitete, berichtigte und ergänzte Goldschmid laufend. Er fertigte unter anderem eine Abschrift der Winterthurer Chronik (1185–1532) Laurentius Bossharts an.
Goldschmid war Jäger und zudem naturkundlich interessiert. Er liess 140 Vögel, die er zwischen 1740 und 1757 geschossen hatte, von Johann Ulrich und Johann Rudolf Schellenberg sowie von Anton Graff malen. Das Werk wird als «Winterthurer Vogelbuch» von den Winterthurer Bibliotheken bewahrt (MSS 233).

## Werke und Abschriften (Auswahl)
- Winterthurer Vogelbuch (Manuskript; Digitalisat).
- Copia von Laurents Bosshards Eigenhändiger Chronik.

## Belege
1. 1 2 3  Karin Marti-Weissenbach: Johann Jakob Goldschmid. In: Historisches Lexikon der Schweiz.  25. November 2005.
2. ↑  Kaspar Hauser: Die Chronik des Laurencius Bosshart von Winterthur, 1185-1532. In: Emil Egli (Hrsg.): Quellen zur schweizerischen Reformationsgeschichte. 3. Band. Basler Buch- und Antiquaritatshandlung, vormals Adolf Geering, Basel 1905, S. XX–XXI (Digitalisat).

| Personendaten    | Personendaten                                 |
| ---------------- | --------------------------------------------- |
| NAME             | Goldschmid, Johann Jakob                      |
| KURZBESCHREIBUNG | Schweizer Gerber, Jäger, Sammler und Chronist |
| GEBURTSDATUM     | 25. April 1715                                |
| GEBURTSORT       | Winterthur, Schweiz                           |
| STERBEDATUM      | 13. November 1769                             |
| STERBEORT        | Winterthur, Schweiz                           |